# Floris Osmond
Floris Osmond (París, 1849 — Saint-Lô, Manche, 1912) va ser un enginyer i industrial francès.
Va estudiar el tremp de l'acer i se'l considera un dels creadors de la metal·lografia, que va permetre perfeccionar diferents processos de la indústria siderúrgica. Va publicar Théorie cellulaire des propriétés de l'acier (1894).